# Teplý Vrch
Teplý Vrch és un poble i municipi d'Eslovàquia. Es troba a la regió de Banská Bystrica.

## Història
La primera menció escrita de la vila es remunta al 1301.

## Demografia
| Godina             | 1994 | 2004   | 2014   | 2024   |
| ------------------ | ---- | ------ | ------ | ------ |
| Nombre de persones | 296  | 305    | 279    | 304    |
| Diferència         |      | +3,04% | −8,52% | +8,96% |

| Godina             | 2023 | 2024   |
| ------------------ | ---- | ------ |
| Nombre de persones | 303  | 304    |
| Diferència         |      | +0,33% |